# Arado

## El arado

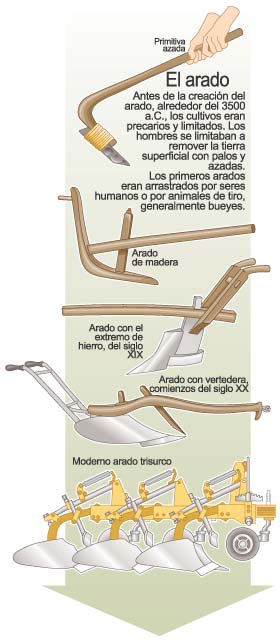
Esquema de la evolución del arado.

El arado (del latín arātrum; antiguamente aradro) es un apero de labranza utilizado en la agricultura para abrir surcos en la tierra y remover el suelo antes de sembrar. Arar aumenta la porosidad, lo que favorece el crecimiento de las plantas, aunque al remover el suelo se pierde agua por evaporación y algo de suelo por erosión, y las eventuales lluvias lavan los nutrientes y abonos que puedan haberse aplicado al suelo, generando pérdidas. Debido a estas limitaciones, hacia principios del siglo XXI se fue difundiendo la siembra directa, es decir el cultivo de las plantas sin labranza del suelo.

## Evolución y tipología del arado de manceras
Se puede considerar al arado como la evolución del pico y de la azada. Su uso se documenta en Mesopotamia desde el 4.º milenio a. C. En su origen el arado era traccionado por personas y posteriormente por animales (principalmente bueyes o mulas y en algunas zonas por caballos). En un principio consistió en una sola pieza de madera (básicamente una rama con la forma más o menos adecuada) que en su evolución llegó a contar de hasta cinco piezas, aunque en su forma básica estaba compuesto de tres elementos esenciales:
- el dental (inglés sole o head, francés sep) es la pieza central y oblicua con referencia al suelo provista de una reja generalmente de hierro que entra en contacto con aquel y remueve la tierra.
- el timón (inglés beam, francés age o haie) es la pieza frontal del arado que se prolonga hacia el frente y unida al tiro por medio de un yugo transmite la tracción.
- la esteva o mancera (inglés stilt, francés mancheron) consiste en una pieza de madera situada en la parte posterior que permite guiar el arado y ejercer presión en el terreno.

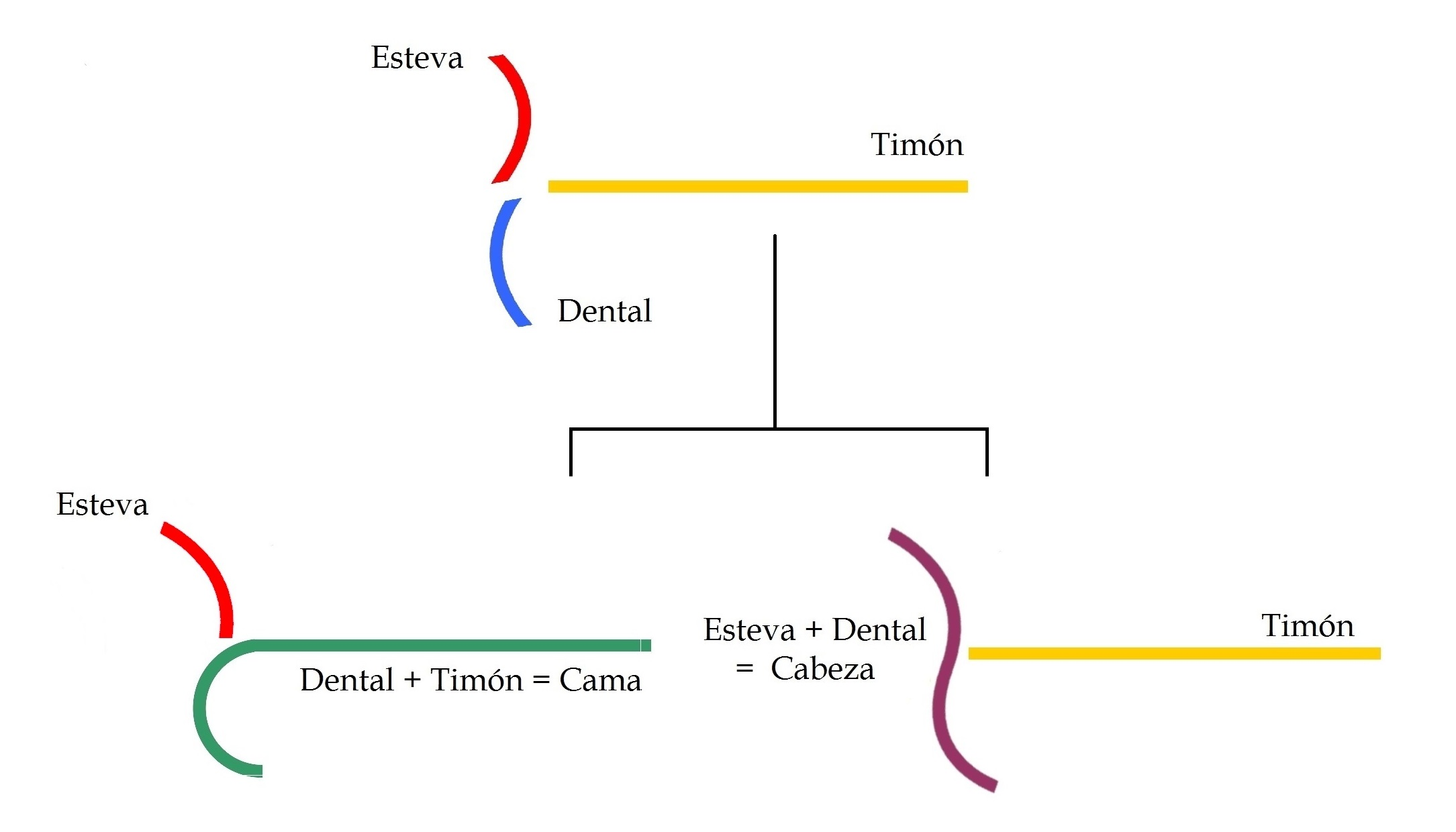
Elementos y composición del arado. Izquierda: grupo mediterráneo; derecha: grupo atlántico.

Las diferentes tipologías de los arados se conforman alrededor de estos tres elementos esenciales. Estos elementos no fueron siempre independientes, sino que o bien la esteva y dental formaban una única pieza a la que se fijaba un timón recto, o bien dental y timón constituían una sola pieza con forma de gancho (cama) a la que se le unía la esteva.

### Grupo septentrional o atlántico
En este grupo de arados la esteva y el dental forman una única pieza, en algunas zonas denominada cabeza, a la que se fija directamente un timón recto. Este tipo es conocido como body ard en inglés y araire manche-sep en francés, y su área de distribución se corresponde con la Europa atlántica o septentrional (islas británicas, norte de Francia, Escandinavia, Alemania y norte de España). Este modelo desembocó en el llamado arado cuadrangular debido al rectángulo formado por esteva, dental y timón, además de una cuarta pieza de sujeción llamada telera. En España este modelo es el característico de la zona húmeda del norte (Navarra, País Vasco, Asturias) representado por el arado asturiano conocido como llabiegu y Galicia, salvo Cantabria, donde el arado de cama o castellano es el más frecuente y apenas quedan vestigios del cuadrangular.

### Grupo meridional o mediterráneo
En este grupo de arados el dental y el timón forman una única pieza denominada cama o camba que es necesariamente curva para generar el ángulo entre el timón horizontal y el dental oblicuo. Se divide en dos tipos:
- El arado de cama o de camba (inglés bow ard, francés araire chambige) es así llamado por ser esta la pieza principal desde donde surgen esteva y dental. Ya fue descrito por Virgilio en su tratado de agricultura las Geórgicas[4] y se identifica con el tradicional arado romano siendo el tipo más común y extendido en el mediterráneo occidental (norte de Italia, sur de Francia, norte de África y España central). Conocido en España como arado castellano, su área de distribución se corresponde con la Meseta Central, Aragón, Cataluña y Valencia.[5]

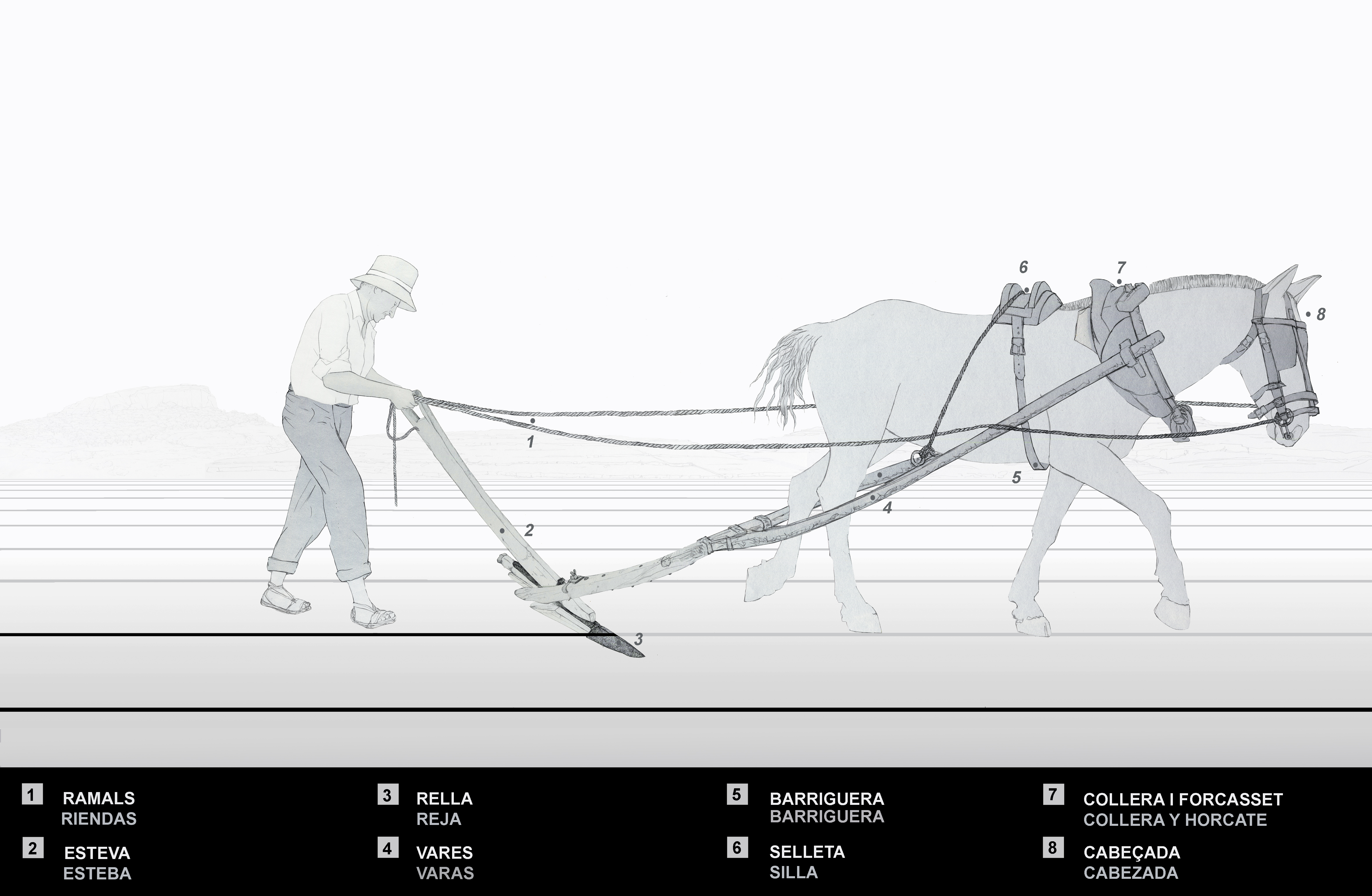
Arado tradicional de la Huerta de Valencia con sus partes. Museo Valenciano de Etnología.

- Arado tradicional de la Huerta de Valencia con sus partes. Museo Valenciano de Etnología.El arado dental (en inglés sole ard, francés araire dentale) se caracteriza porque es desde esta pieza central donde se encajan tanto la esteva como la cama (timón curvo), y es característico del Mediterráneo oriental (Grecia, Chipre y sur de Italia). El arado dental se encuentra representado en la península ibérica en zonas de Andalucía, Extremadura, Murcia,[6] y en Baleares por medio de la llamada arada ibicenca. Además, las representaciones ibéricas más antiguas reflejan invariablemente este tipo de arado as de Obulco (Porcuna, Jaén) y miniatura de arado de Covalta (Valencia del siglo IV a. c.).[7] También las celtibéricas pues se sospecha de un arado dental a partir de la reja de hierro hallada en Izana (Soria).[8] Todo ello anuncia la antigüedad de este modelo en la Península, quizás introducido desde el mediterráneo oriental por griegos o púnicos y restringido a las zonas marginales peninsulares tras la expansión del arado romano desde la Meseta.

## Arados tirados por animales

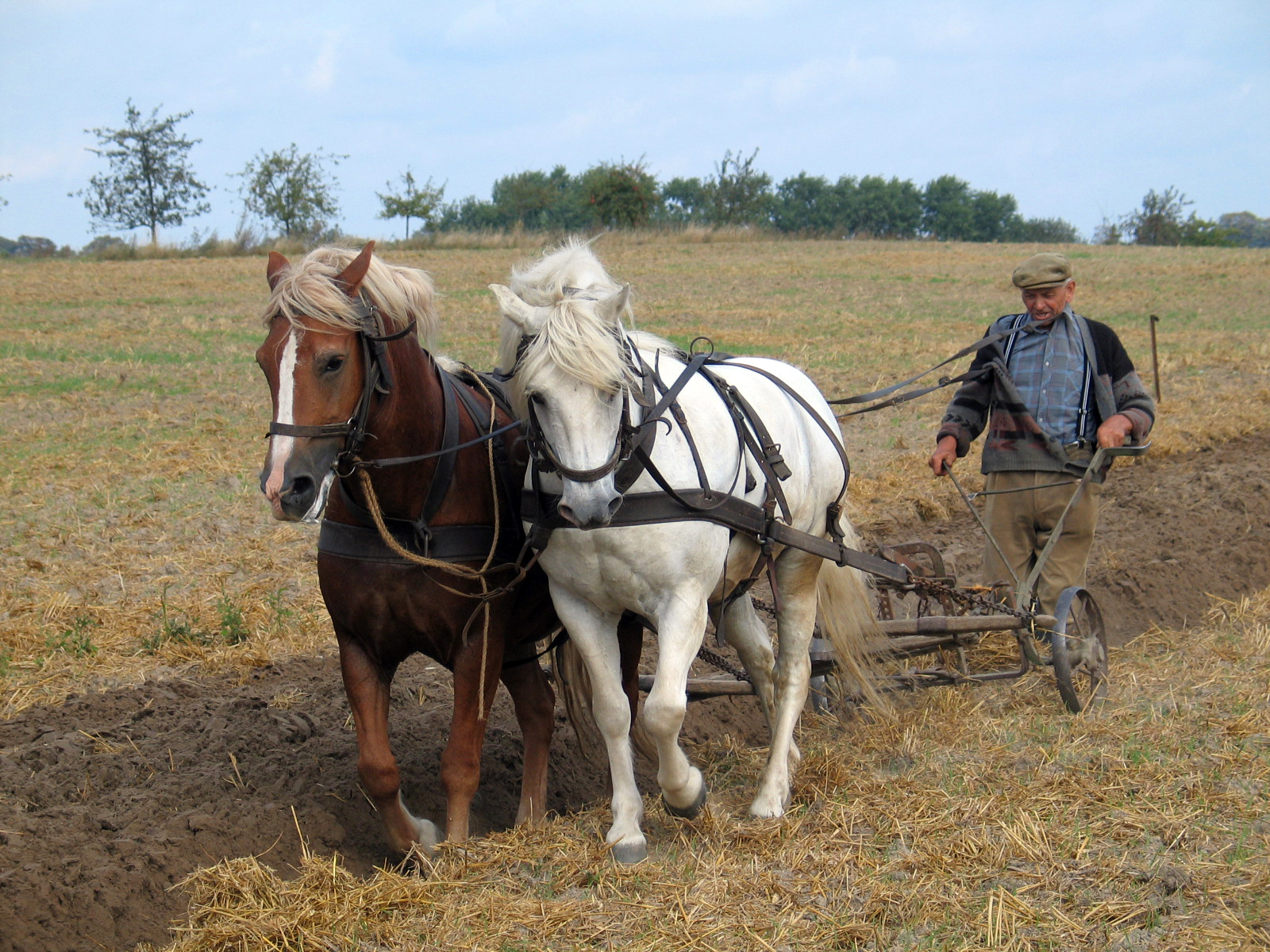
Arado tirado por caballos.

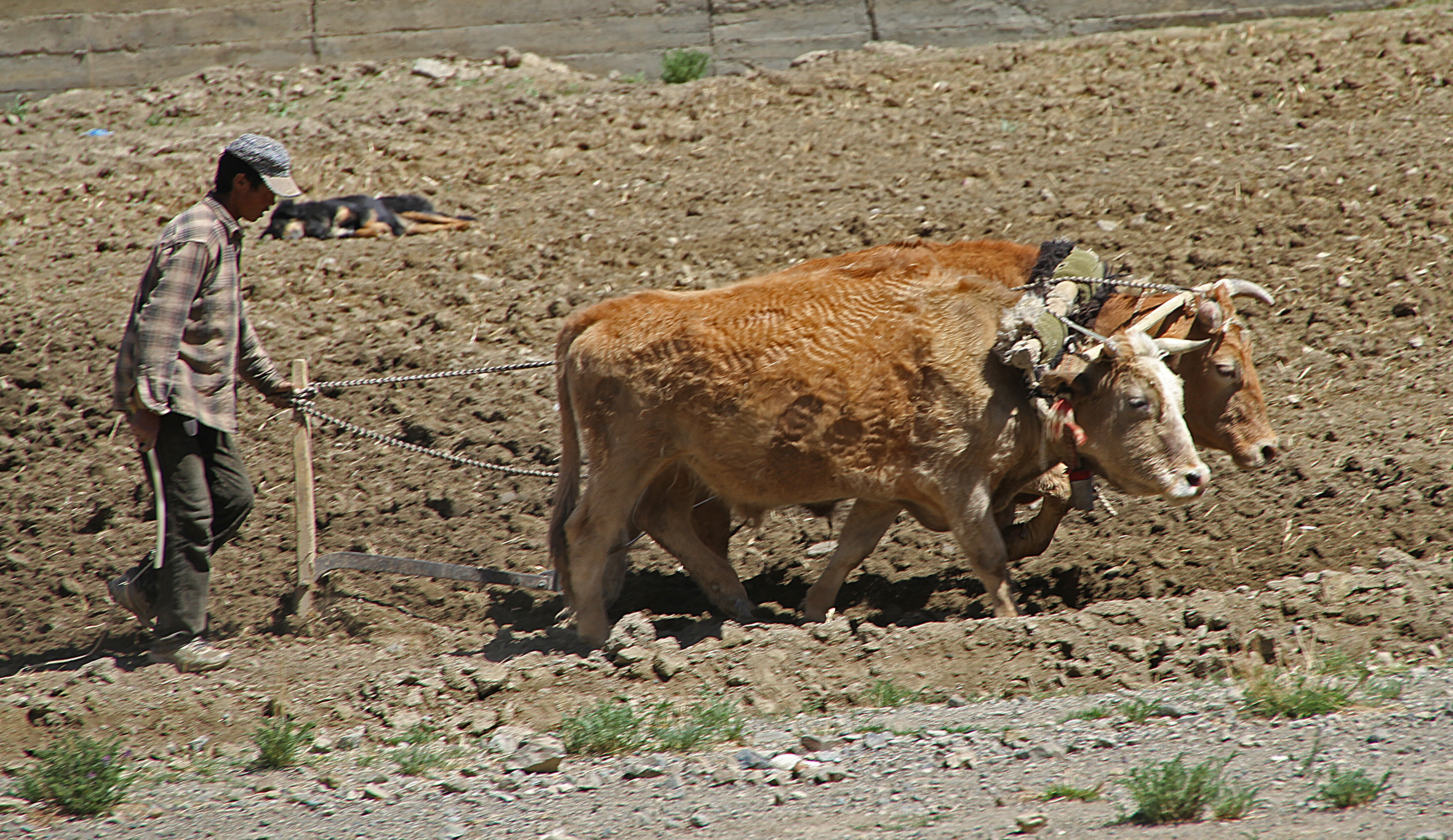
Arado tirado por bueyes (Tíbet).

### Animales de tiro
Los arados, según las diferentes costumbres locales, pueden ser tirados por caballos, bueyes o mulas. En los países de tierra arenosa y desmenuzable, los asnos tiran muchas veces de un arado ligero. Esta yunta era muy común en Calabria y Sicilia; ya que los asnos de aquellas tierras son tan fuertes como los buenos mulos de mediana talla: por otra parte, es tan fértil el terreno en estas comarcas, que necesitan poco cultivo para producir abundantes cosechas. Lo mismo podría decirse de los burros de las provincias meridionales de España.
En muchos parajes de la campiña de Roma la mayor parte de las tierras se labraban con búfalos una vez domados y acostumbrados al yugo. No hay otra yunta que le iguale para dar un buen cultivo a las tierras. Jamás los desanima un trabajo penoso y difícil y jamás rehúsan tirar, a menos que sean superiores a sus fuerzas los obstáculos que tienen que vencer. Los manejaban con riendas atadas a un anillo que atraviesa la ternilla de sus narices y de este modo conducían también los bueyes, sea para el arado, sea para el tiro de las carretas.
Antiguamente, no se empleaban los caballos para el cultivo de las tierras: todas las labores y todos los trabajos relativos a la agricultura se hacían con bueyes. Los caballos y mulos hacen la labor con más prontitud y por esto sin duda los han preferido para los trabajos del campo. El buey por el contrario, como tiene el paso más lento, no acaba tan pronto la labor, pero en recompensa el cultivo hecho con ellos es más uniforme y esta ventaja indemniza del tiempo que gasta de más. La lentitud de su marcha permite al labrador manejar su arado como quiere sin fatigarse mucho; de modo que la reja penetra en la tierra a la profundidad que se desea, sin verse en la precisión de examinar continuamente si el surco va derecho o si prosigue en la misma profundidad, como debe atender cuando tiran del arado caballos o mulos porque la velocidad de su marcha, por lo común poco uniforme, da al juego trasero del arado unas sacudidas que descomponen la dirección de la reja, volviéndola de lado o levantándola, lo cual disminuye su introducción.

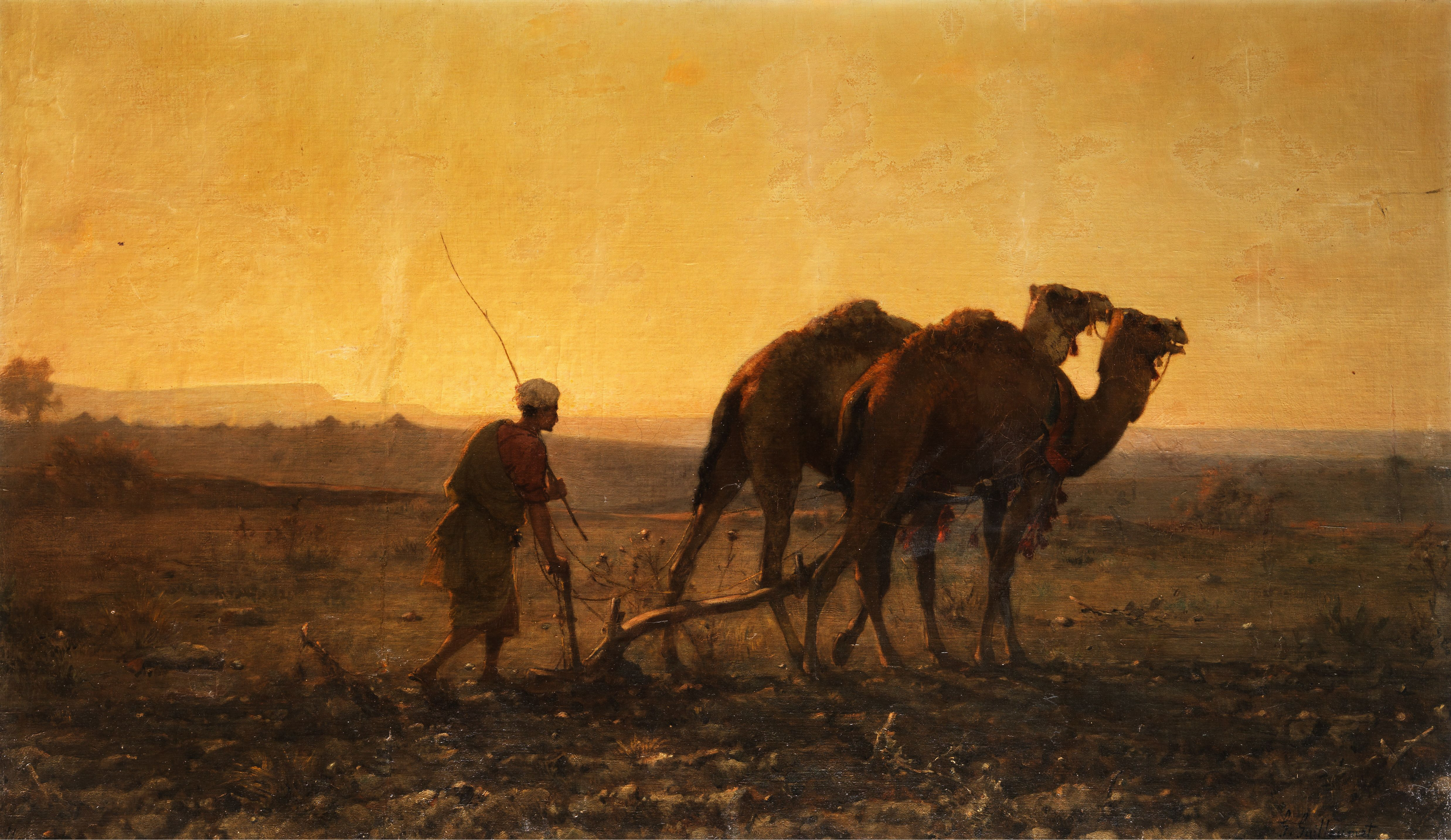
Arado tirado por camellos.

En los terrenos fuertes, difíciles y desiguales era preferible una yunta de bueyes a otra de caballos, porque el buey está más dotado para resistir un trabajo penoso que el caballo y porque este se fatigaría mucho antes. Es más fácil hacer con bueyes el cultivo que exigen estas tierras porque además de ser más fuertes para el tiro que los caballos, son también más sufridos en el trabajo por penoso que sea. Cuando es bien franca una tierra y uniforme el caballo tira bastante bien sin incomodarse, pero si esta es una tierra arcillosa, por poco resbaladiza que sea, sus pies no tienen firmeza y tira con negligencia y a empujones. Lo mismo sucede con los mulos, que no siempre se manejan como se quiere: especialmente cuando son falsos y reacios, como se verifica algunas veces.
En los países de cerros o de montañas, la dificultad de cultivar las tierras hace que los caballos no sean muy a propósito para el tiro de los arados porque no resistirían un género de trabajo que apuraría sus fuerzas y los pondría bien pronto en el estado de no poder servir. Mejor resistirían la fatiga los mulos en semejantes países y durarían más tiempo. No obstante, los bueyes son mejores aún, porque hacen el cultivo más cómodamente y resisten más tiempo los diferentes trabajos.
Los accidentes a que están expuestos los animales que se emplean en el cultivo de las tierras, la facilidad mayor o menor de sustentarlos y el provecho que se puede sacar de ellos cuando no están en estado de servir debe influir en la elección que se haga, porque pueden disminuir los gastos del cultivo. La yunta o canga de dos asnos es sin contradicción la menos dispendiosa porque su manutención cuesta menos al cultivador y tiene menos accidentes que temer, pero no se puede servir de ellos para labrar indiferentemente cualquier terreno, ni puede emplearlos en otras tierras que en las francas y arenosas, pues de lo contrario solo arañarían la superficie.

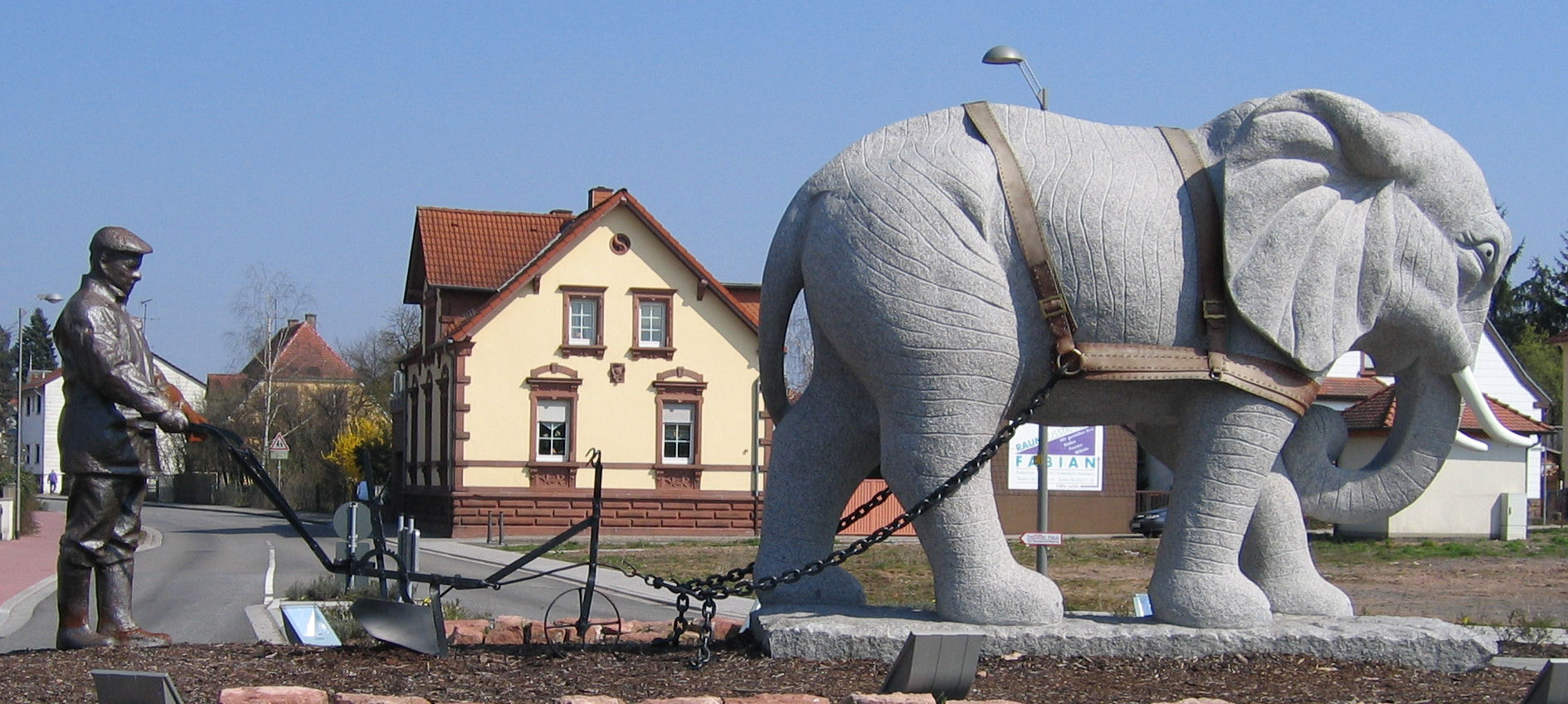
Arado tirado por elefante.

La yunta de bueyes es más ventajosa para un labrador que la canga de caballos o de mulos:
- Primero, porque no están tan expuestos a enfermar como los caballos o los mulos, que con un día de fuerte trabajo pueden quedar inservibles para el siguiente.
- Segundo, su manutención cuesta menos al labrador, porque los mantiene la mayor parte del año con paja y heno mezclados; y aún más comúnmente con este último. En los países en que se siegan los prados muchas veces, rara vez se les da heno sin estar mezclado, a no ser en los tiempos en que trabajan mucho. Los caballos y los mulos no tendrían bastante con un alimento tan barato y sería preciso darles buen forraje, y de tiempo en tiempo avena o cebada
- Tercero, cuando el buey no está ya en estado de servir, se engorda en una dehesa y se vende después en más de lo que costó de novillo: al contrario, ninguna utilidad se puede sacar del caballo y del mulo cuando se imposibilitan de servirnos.

Los arrendatarios que conocen bien sus intereses en esta parte, tienen cuidado de cambiar sus caballos o mulos cada tres o cuatro años para no perder totalmente el precio que costaron, conservándolos todo el tiempo que puedan servir para la labor.

### Mejor modo de uncirlos
En cada país uncen los animales al arado de distinto modo: siguiendo la costumbre, sin considerar si es buena o es mala. En algunos ponen los caballos o mulos unos detrás de otros; en otros de dos en dos y cuando no hay más que tres animales de tiro, los colocan o uno detrás de otro o dos de frente, y el tercero de guía delante de los otros dos que están en el yugo. Lo más común es uncir los bueyes de dos en dos, porque los hacen tirar con la cabeza y entonces el timón reposa sobre el yugo, que está atado a sus cuernos. En algunos parajes los colocan uno detrás de otro y entonces, siendo inútil el yugo, ponen una collera en el pescuezo del animal y atan a ella los tirantes del pértigo o del balancín. Aunque los hagan tirar dos a dos, no por esto los ponen siempre bajo el yugo. En Italia los hacían comúnmente tirar como a los caballos: esto es, poniéndoles al pescuezo una collera, para atar a ella los tirantes.

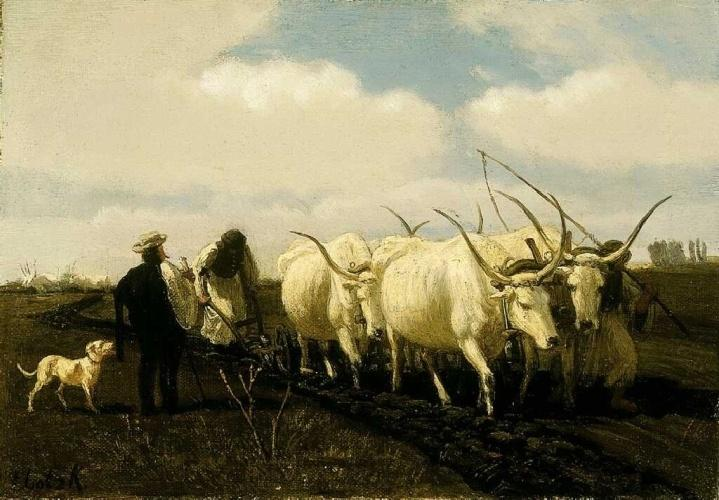
Arado tirado por cuatro animales.

Es preciso cuando se uncen los animales a los arados, disponerlos de modo que tiren todos igualmente en cuanto sea posible, porque cuando se reparte bien la fuerza que es preciso hacer, es menor para cada uno de los animales. Al contrario, si es mayor para uno que para otro, el que se convida más tiene por consiguiente mayor fatiga y no puede sostener el trabajo tanto tiempo. Cuando se uncen de dos en dos, es necesario que tiren con igualdad y al mismo tiempo, si son de la misma fuerza y aun cuando haya uno más débil, tira lo que puede y más que si estuviera detrás de otro porque está obligado a seguir a su compañero. Cuando están, por el contrario, unos detrás de otros, el del timón hace siempre mayor fuerza y se fatiga incesantemente: mientras los otros tiran con negligencia y hacen algún esfuerzo de tiempo en tiempo solamente, cuando el gañán los aviva con el látigo.
Cuando el tiro de un arado es de cuatro caballos, por ejemplo, se debe cuidar de poner al timón después de mediodía los que estuvieron por la mañana de guías; de este modo se dividirá el trabajo igualmente y no se cansarán los unos más que los otros. Para poder hacer esto, es preciso acostumbrarlos desde que se comienza a ponerlos al tiro a que estén tanto en el timón como en las guías a fin de que no contraigan el hábito de estar siempre dispuestos del mismo modo. Esta precaución es esencial, sobre todo en los mulos cuyo humor reacio no se presta siempre a lo que se exige de ellos. Si en un tiro de cuatro caballos, hay dos de poca edad y de mucho vigor, se deben poner al timón en el primer medio día para domarlos un poco pues si los pusiese de guías cuando entran de refresco y descansados por poco estimulados que fuesen se enardecerían: los del timón tendrían que hacer fuerza para sujetarlos y la labor no saldría igual porque el conductor no podría gobernar bien su arado.
Cuando los animales están bien acostumbrados a tirar del arado, se conducen fácilmente cuatro de ellos uncidos de dos en dos; en cuyo caso, los dos primeros, advertidos por un latigazo, avivan el paso y dan la vuelta sin dificultad cuando llegan al fin del surco. Si no estuviesen bien ejercitados serían indispensables dos hombres para conducir un arado: el uno en las esteras para gobernarlo y el otro al lado de los dos primeros, para arrearlos y hacerlos volver a tiempo.
En un tiro numeroso, no estando todos los animales igualmente ejercitados en tirar del arado y habiendo entre ellos algunos nuevos y muy vivos, sería arriesgado uncirlos solos. Es preciso cuidar mucho de no poner al tiro de un arado únicamente animales muy nuevos pues sin que los aguijoneasen mucho se dejarían arrebatar de un ardor fogoso: costaría mucha dificultad gobernar el arado como es debido y la labor hecha con precipitación saldría desigual. Para acostumbrar a la labor los caballos, mulos o bueyes nuevos, se uncirán con otros que estén bien acostumbrados a tirar del arado, los cuales moderarán con su paso arreglado la excesiva vivacidad de los primeros, que sería difícil refrenar si estuvieran uncidos con otros del mismo humor. A esto llaman los labradores «ponerles una buena madrina».

### Perfeccionamientos del arado de tracción a sangre

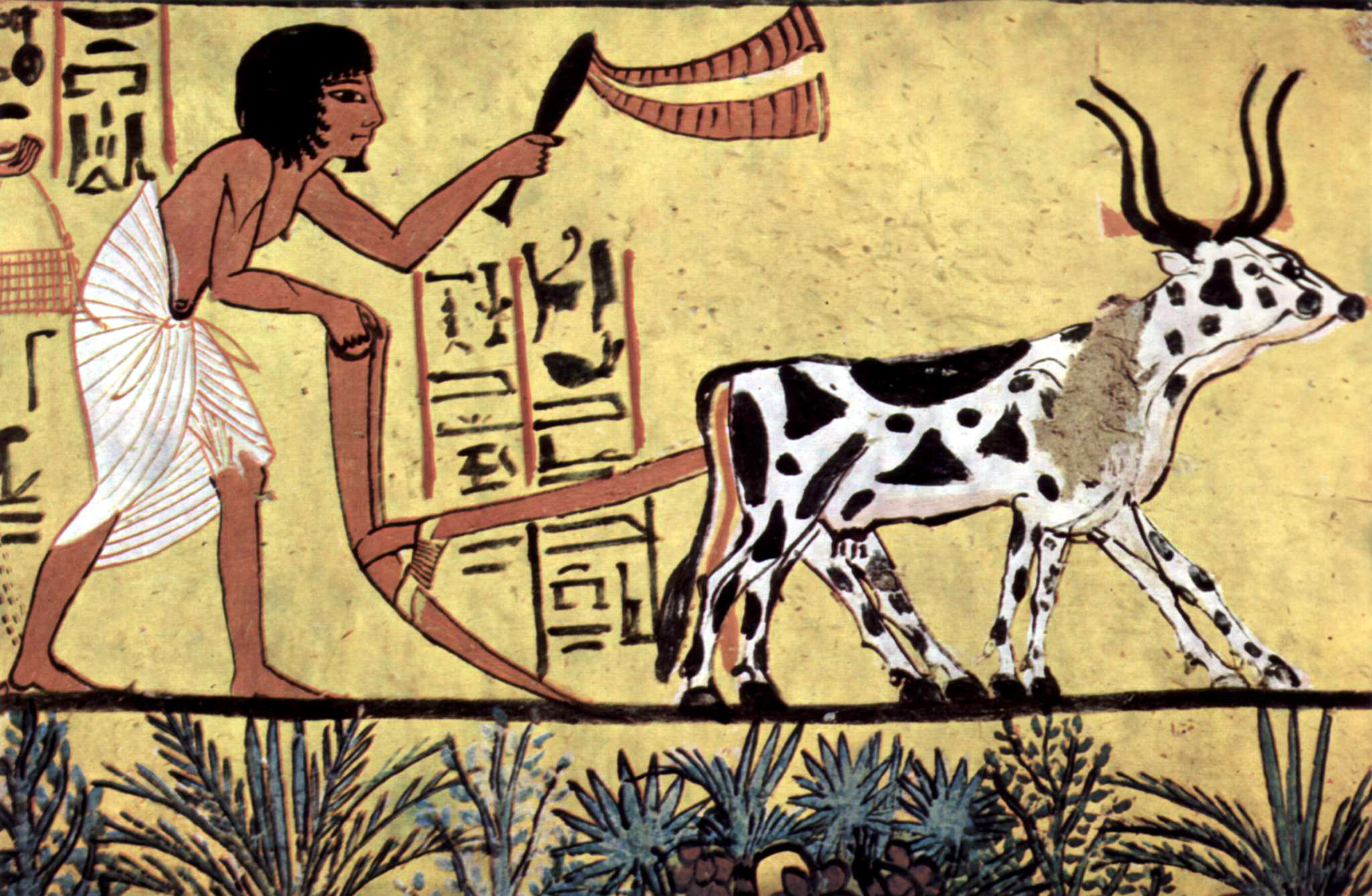
Arado egipcio según una pintura de la cámara mortuoria de Sennedyem de ca. 1250 a. C.

Las rejas de los arados de la antigüedad, desde los sumerios y egipcios, pasando por griegos y romanos hasta bien entrada la Edad Media eran piezas puntiagudas que solo penetraban superficialmente en el suelo. Realizaban más bien una escarificación superficial del suelo, removiéndolo solo lo indispensable para poder ser sembrado. En algunos casos, como en Sumeria, el arado era una máquina combinada con la sembradora, un arado-sembrador, con el cual se araba y sembraba simultáneamente. Al principio, las rejas eran de madera dura, pero a medida que se fue pasando a la Edad del Bronce y luego a la del Hierro, fueron metálicas.
En la época de los antiguos romanos, que eran infatigables aradores, Columela estimaba que se necesitaban dos jornadas para arar un iugerum (yugada, en Roma 0,252 ha) al dar la primera reja (primera arada), una jornada para la segunda reja y tres cuartos de jornadas para la tercera y la cuarta reja o sea un total de 4,5 jornadas por iugerum (180 h/ha). Si bien los restantes pueblos antiguos no fueron tan entusiastas aradores como los romanos, la arada con los arados antiguos no dejaba de ser una de las labores de mayor insumo de trabajo de los campesinos, junto con la siega.

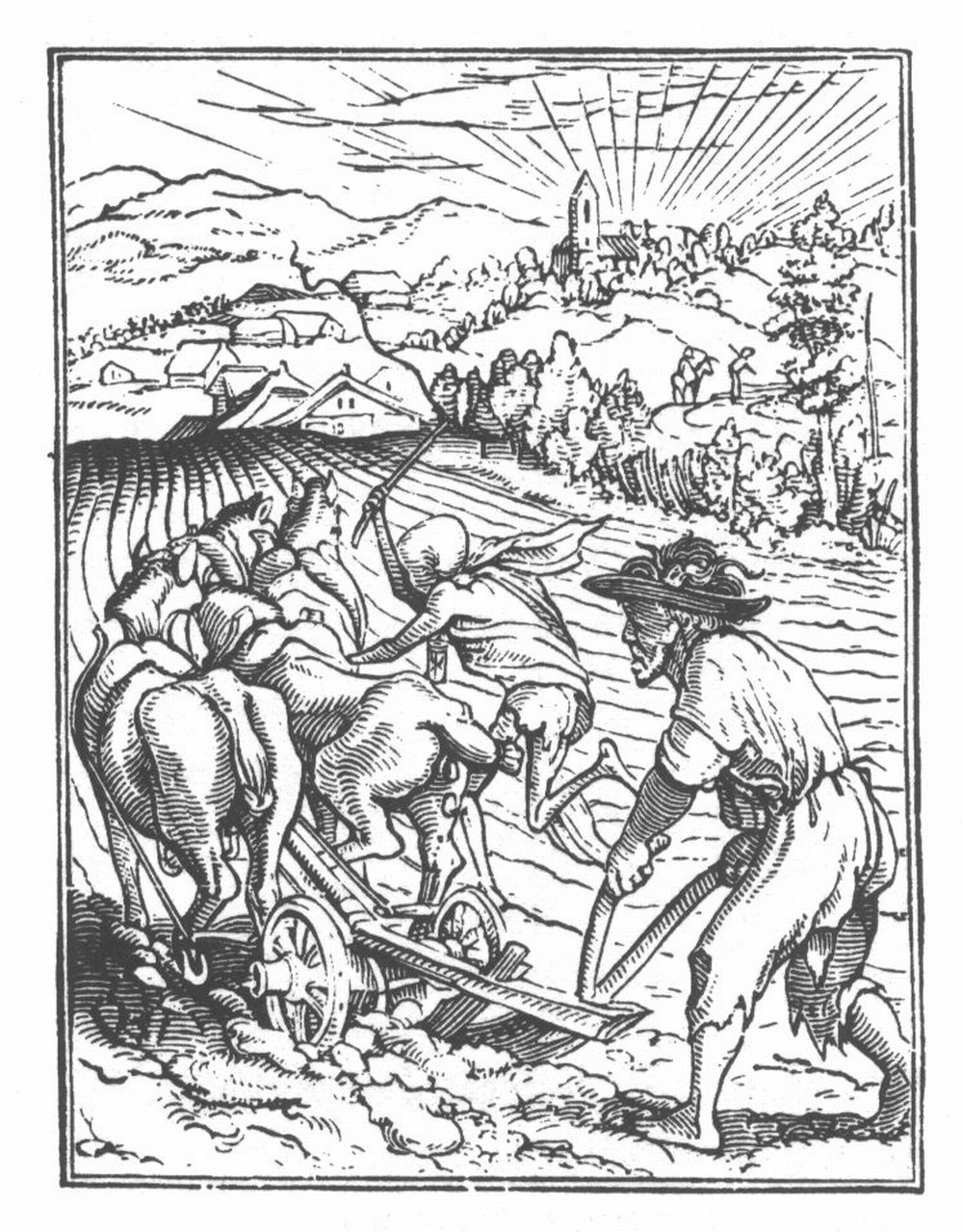
Campesino arando con un arado de reja y vertedera con avantrén. Xilografía de Hans Holbein el Joven (1497-1543) de la serie “Danza de la Muerte” de ca. 1540.

Durante la Edad Media se dieron dos innovaciones importantes. En primer lugar, la vertedera que invierte la gleba o pan de tierra. Al mismo tiempo, también cambió la reja que dejó de ser una aguda pieza escarificadora para convertirse en una hoja plana de borde afilado que corta horizontalmente el pan de tierra. Esto también hizo necesario agregar la cuchilla, una hoja plana afilada que corta verticalmente el suelo. En Europa, el arado de reja y vertedera comenzó a difundirse hacia el siglo XI. Fue un nuevo arado que introdujo un profundo cambio en la labranza. Al invertir la gleba se enterraban las malezas y demás materia orgánica favoreciendo la formación de humus. Se lograba, además, un suelo más suelto y profundo que después de ser rastreado mediante una rastra de dientes ofrecía una “cama de siembra” más mullida y refinada.
La otra innovación fue el avantrén, dos ruedas y un eje que las une sobre el cual se apoya el timón del arado. Alivia el trabajo del labrador pues ayuda a mantener el arado en dirección correcta neutralizando las fuerzas laterales y controla mejor la profundidad de labor.
Aparte de estas innovaciones del arado hubo otras que mejoraron la tracción a sangre. La principal fue la collera o pechera para los caballos que comenzó a difundirse a partir del siglo XV. Si bien los bueyes siguieron siendo los animales de tiro preferidos por los agricultores hasta el siglo XIX, la pechera permitió el tiro pesado a los caballos, que antes solo se realizaba dificultosamente. A la mayor difusión del caballo, en suelos pedregosos, también contribuyó la introducción de la herradura clavada con clavos a los cascos a partir del siglo X.
Un perfeccionamiento posterior fue el arado de Rotherham construido en Inglaterra en 1730 por el neerlandés Joseph Foljambe, consistente en un sensible mejoramiento del conjunto reja-vertedera, mediante el reemplazo de la madera por hierro, logrando un arado sensiblemente más liviano y menos pesado para tirar. Robert Ransome (1753-1830) descubrió en 1803 que enfriando rápidamente una parte del hierro fundido, esta se endurecía mucho más que el resto. Aplicado el descubrimiento a la parte inferior de las rejas, su parte cortante, lograba piezas con un filo más duradero. En 1837 John Deere fabricó su arado de reja y vertedera de acero pulido, que facilitó sensiblemente el trabajo de los arados de fundición de hierro que, debido a su mayor resistencia al rozamiento, se atascaban con frecuencia en los suelos duros de Illinois (Estados Unidos).

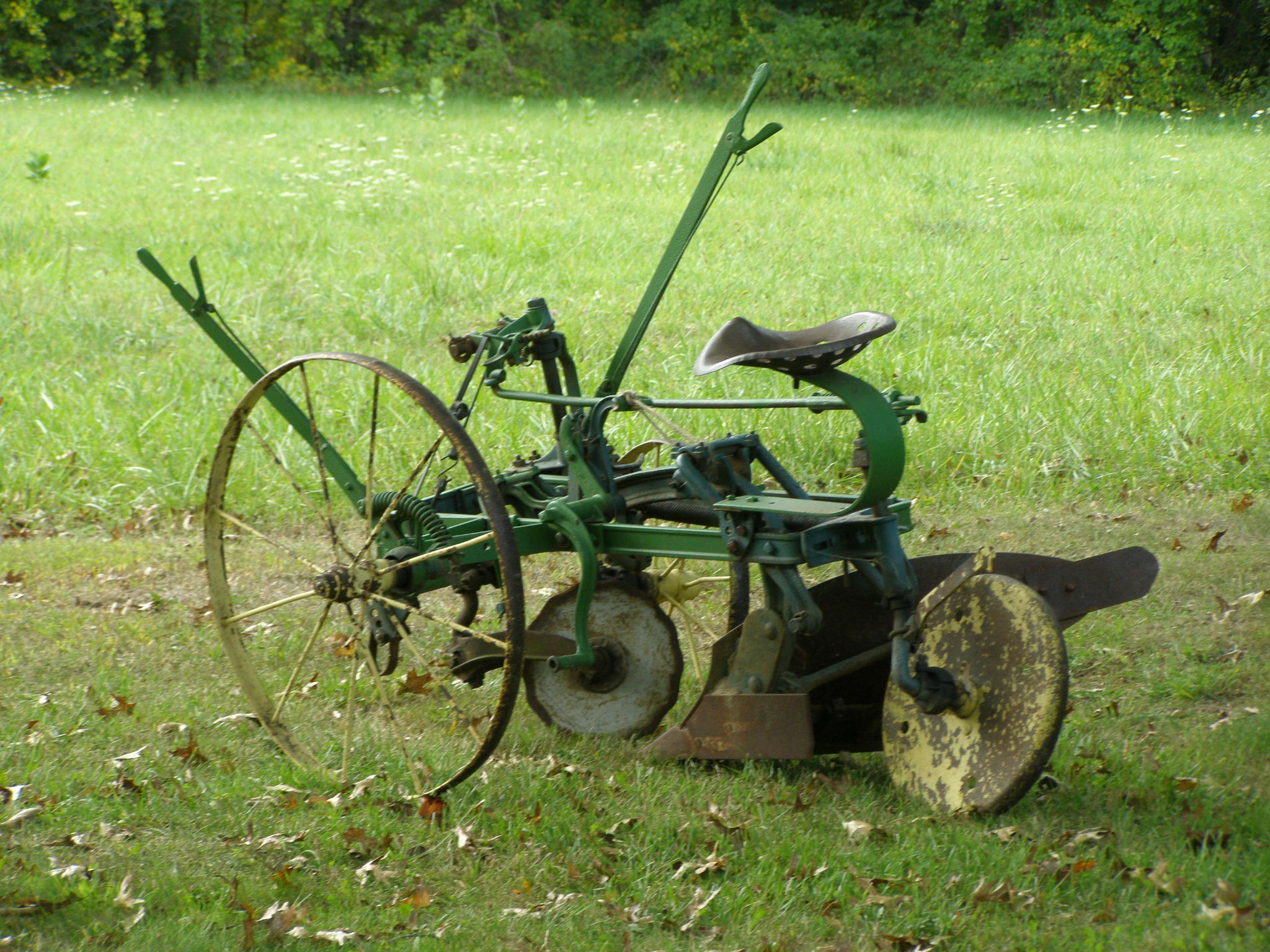
Arado de asiento, vista lateral.

Arar con arado de manceras o estevas fue un trabajo pesado para el campesino. Aparte de caminar detrás del arado empuñando las manceras para manejarlo, debía sostener las riendas para conducir los animales y llevar un látigo o picana para azuzarlos. Lo que esto implica se comprenderá mejor si se tiene en cuenta que con un arado de una reja de 12 pulgadas es necesario caminar 33 km para arar una hectárea, y 28 km con una reja de 14 pulgadas. Por ello, el arado de asiento o arado sulky, en el cual el arador va sentado sobre el arado, fue un apreciable adelanto que permitió hacer menos penoso el trabajo. Introducido a fines del siglo XIX, principalmente en países de agricultura extensiva, constaba de tres ruedas (de surco, de rastrojo y de cola) que sostenían un bastidor compuesto por el timón y otros elementos. Generalmente eran de un cuerpo (una reja), si bien se llegaron a fabricar también arados de dos cuerpos. Con un arado de asiento de un cuerpo se necesitaban entre 10 y 20 horas para arar una hectárea.

## Arados de tracción mecánica
El arado utilizado tanto en la tracción mediante locomóviles como en la de tractores es similar al arado de asiento, pero con más cuerpos dada la mayor fuerza de disponible. La mecanización de la arada comenzó a mediados del siglo XIX con el arado a vapor desarrollado en Gran Bretaña. Con el comienzo de la difusión del tractor a partir del siglo XX se fue reemplazando gradualmente la tracción a sangre por la mecánica substituyendo aquella casi en forma total.

### Partes de un arado de tracción mecánica

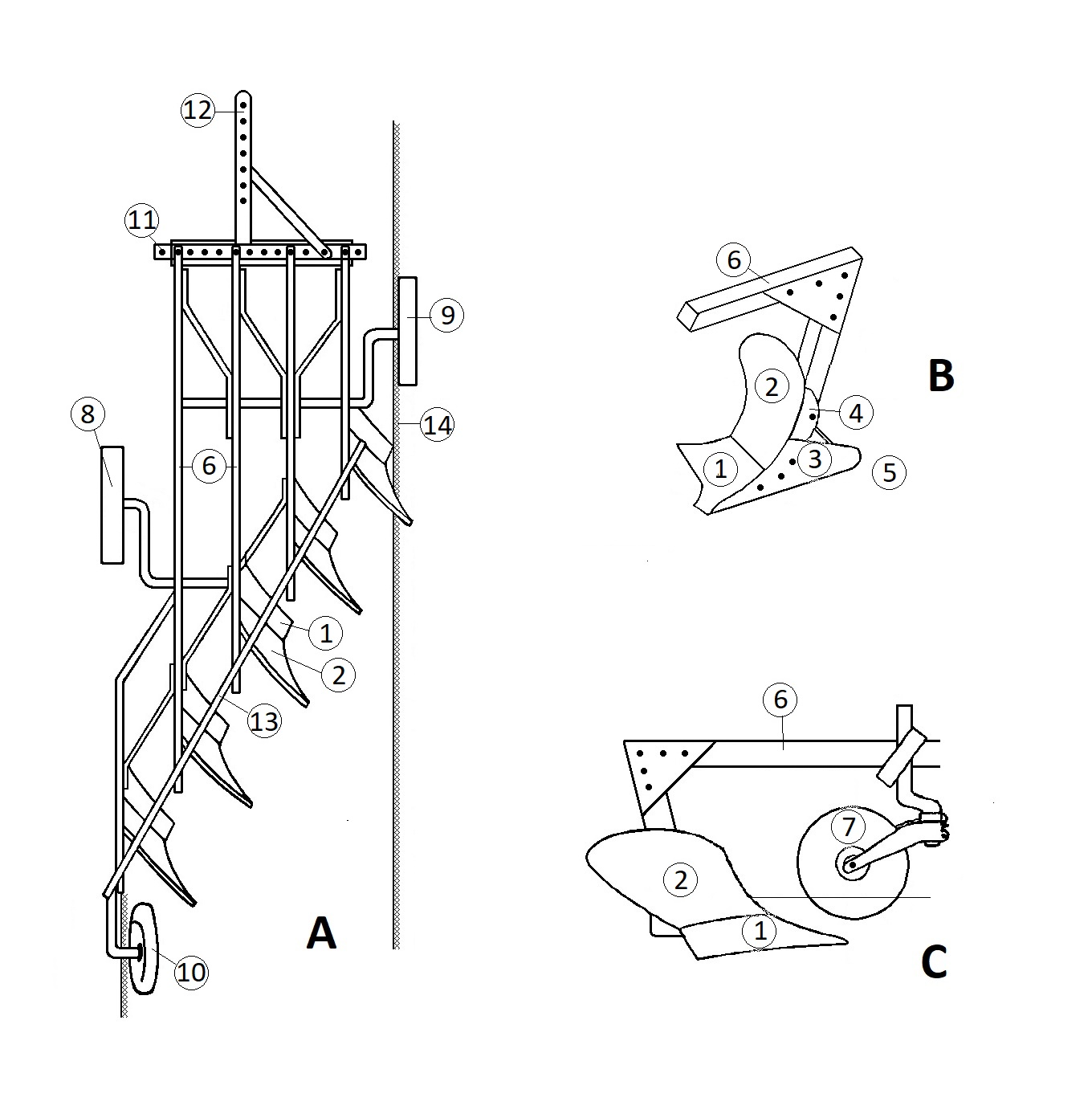
Partes de un arando de tracción mecánica: A Arado de 5 rejas, vista superior, B Detalle del cuerpo del arado y del timón, C Vista lateral de la reja y vertedera con su cuchilla. 1 Reja, 2 Vertedera, 3 Costanera, dental o suela, 4 Cama o paleta, 5 Cuerpo del arado, 6 Timón, 7 Cuchilla, 8 Rueda de rastrojo, 9 Rueda de surco, 10 Rueda de cola, 11 Barra de tracción, 12 Barra de enganche, 13 Barra de unión de los timones, 14 Pared del surco.

Las partes esenciales del arado de reja y vertedera son la reja que efectúa el corte horizontal del suelo formando y elevando la gleba y la vertedera que la rebate e invierte, y en parte la disgrega. La parte de la vertedera contigua a la reja se denomina frente y su extremo superior ala. El corte vertical de raíces, tallos, demás residuos superficiales y parte del suelo es efectuado por la cuchilla que penetra al suelo a una profundidad algo menor que la reja. En los arados de tracción mecánica es un disco que gira por delante de la reja. La costanera, dental, suela o resguardador aseguran el apoyo lateral contra la pared del surco dejada por el corte de la gleba y sobre la solera, la parte inferior no arada del suelo. La parte posterior de la costanera se denomina talón y suele ser reforzado previendo su desgaste mayor. El conjunto de reja, vertedera y costanera se halla firmemente unido mediante tornillos y tuercas a la cama o paleta y se denomina cuerpo del arado. Mediante la cama, el cuerpo del arado se une al timón que en el otro extremo se halla unido a la barra de tracción. La barra de unión de los timones, mantiene la separación correcta de estos en sus extremos traseros. A su vez, la barra de tracción se halla unida mediante tornillos a la barra de enganche que se engancha al tractor. La barra de tracción tiene numerosas perforaciones que le permiten cambiar la posición de la barra de enganche, lo que debe hacerse de acuerdo a la trocha y la posición del tractor. El conjunto de timones, barra de unión de estos, la barra de tracción y planchuelas entre estos, que aseguran la rigidez del conjunto, constituyen el bastidor del arado.
La profundidad de trabajo en los arados de arrastre se regula accionando sobre la rueda de surco y la nivelación horizontal del bastidor mediante la rueda de rastrojo que va sobre la parte no labrada de la parcela. Antiguamente, en los arados de asiento y en los primeros de tracción mecánica, esta regulación se efectuaba mediante palancas que accionaba el operario; actualmente se hace hidráulicamente desde el tractor. La rueda de cola, más pequeña que las anteriores, se apoya en el ángulo suelo – pared del último surco que deja el arado. Suele ser algo inclinada contrarrestando las fuerzas laterales que origina la arada. En arados equipados con ruedas con neumáticos, estas suelen ser de igual tamaño.
Para poner el arado en situación de trabajo es necesario bajar (“clavar” o “enterrar”) las rejas hasta la profundidad de trabajo. Para ello la rueda de rastrojo o la de surco poseían un mecanismo denominado “automático” que realizaba este movimiento al mover una palanca. La operación inversa, elevar (“desclavar”) o sea poner el arado en posición de transporte, se realizaba mediante un nuevo tirón de la palanca. Actualmente esta operación se efectúa hidráulicamente.

### Tipos de arado de tracción mecánica

#### Arados de reja y vertedera
Arado convencional, como el descrito anteriormente, de varios cuerpos. La cantidad de cuerpos depende de la potencia del tractor que lo arrastra. Vuelca la gleba hacia la derecha, visto en sentido de la marcha del arado.

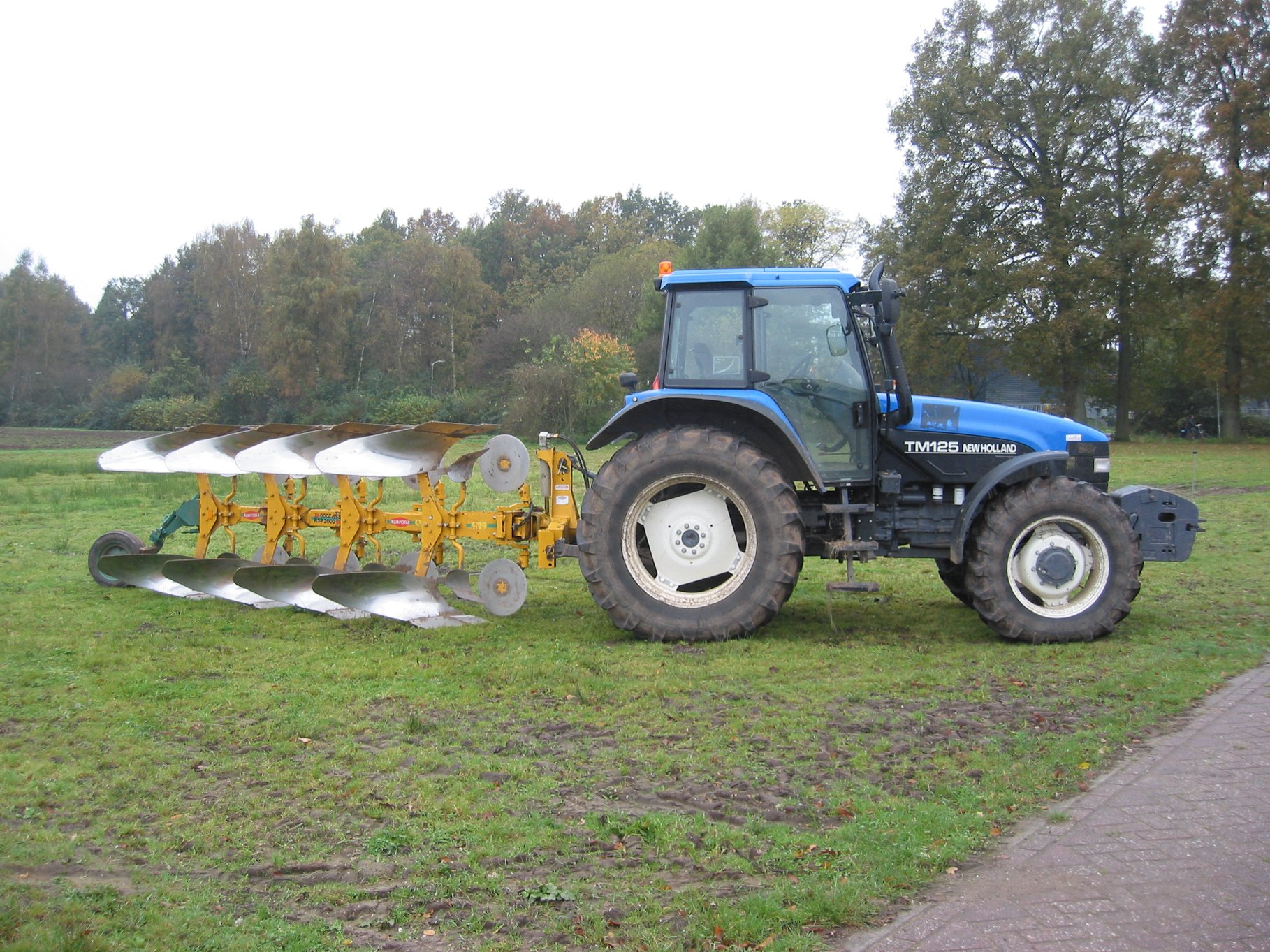
Arado reversible de cuatro cuerpos, semimontado.

El arado reversible tiene un doble juego de cuerpos, uno que voltea la gleba hacia la derecha y el otro que lo hace hacia la izquierda. Esto permite una arada en ida y vuelta, evitando las amelgas. Se emplea principalmente en terrenos con pendiente o irregulares en los que no se puede arar en amelgas.

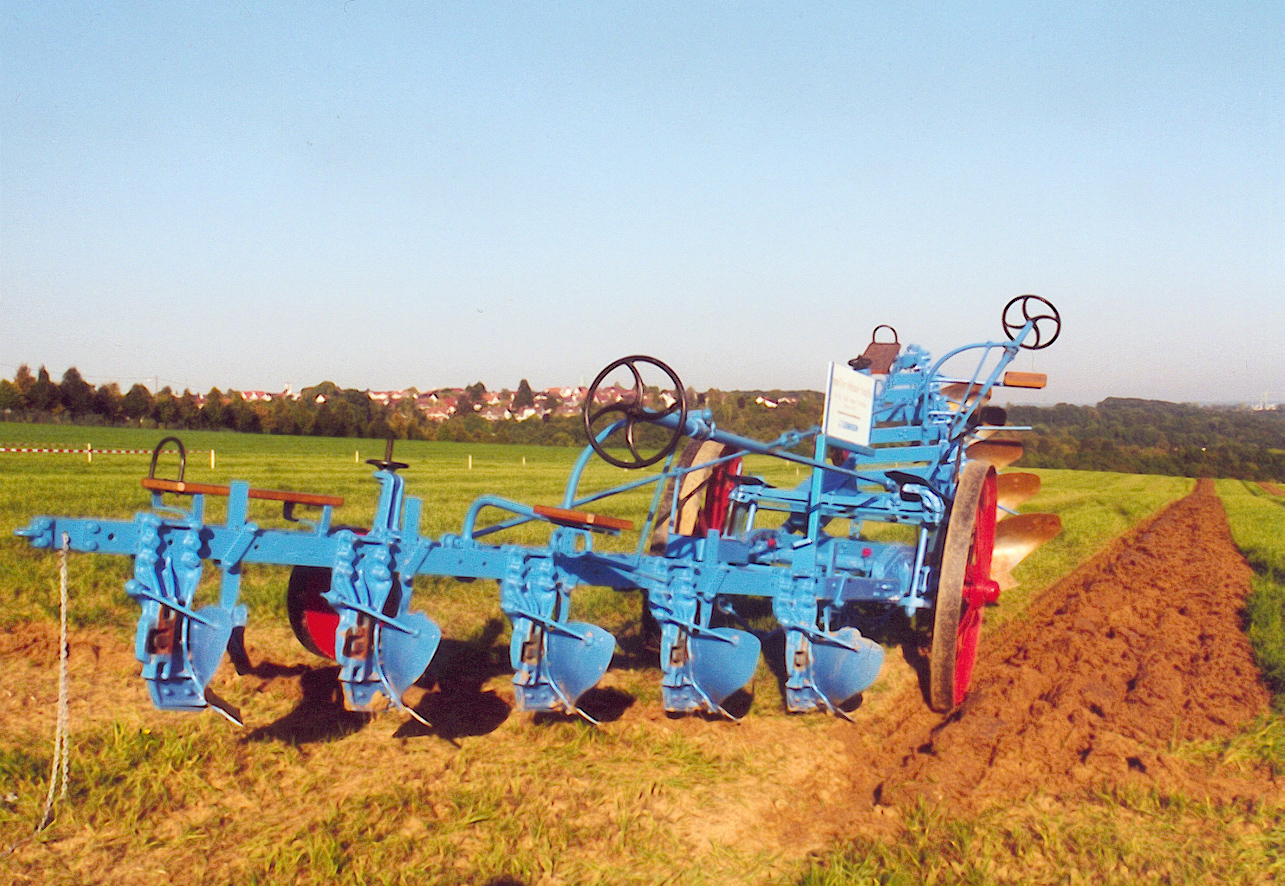
Arado báscula de cinco cuerpos. En primer plano, los cuerpos que voltean la gleba hacia la derecha.

El arado báscula es de tracción funicular. Era el empleado en la arada a vapor del siglo XIX. Al igual que el arado reversible tiene dos juegos de cuerpos que le permiten trabajar en ida y vuelta.
Arado de desfonde, para trabajar a más de 30 cm de profundidad, cuando hay que remover horizontes profundos del suelo. Dada la elevada tracción que requiere es de una o dos rejas como máximo.

#### Arados de disco
Arado de discos: utiliza discos en lugar de rejas y vertederas.,
Arado-rastra, una combinación de arado de discos con rastra de discos.

#### Fresadora
El rotocultor o fresadora desmenuza y refina la tierra dejándola lista para la siembra. Se utiliza principalmente en horticultura y jardinería.

#### Arados de labranza vertical
Arado cincel: realiza una labranza vertical hasta unos 30 cm de profundidad, sin inversión de la gleba.
El descompactador también realiza una labranza vertical y además resquebraja un suelo excesivamente compactado.
El arado de subsuelo o subsolador realiza una labranza vertical a mayor profundidad que el arado cincel, con la finalidad de modificar la estructura del subsuelo. Una variante del mismo es el arado-topo.

### Enganche de los arados de tracción mecánica
Hay tres tipos de arados de acuerdo a su forma de enganche al tractor:
Arado de arrastre, con barra de enganche que se acopla a la barra de tiro del tractor. Es la forma usual en arado de muchos cuerpos. Un enganche correcto es importante. Ello implica que el centro de tiro del tractor, el punto de enganche y el centro de resistencia del arado se hallen alineados en una sola línea recta.
Arado semimontado o semisuspendido: la parte delantera va montada sobre el tractor (por ello no tiene rueda de rastrojo ni rueda de surco) o acoplada mediante un enganche de tres puntos. Su ventaja es que descarga parte de su peso sobre el tractor, mejorando la tracción.
Arado de enganche de tres puntos o suspendido, con las mismas ventajas que el semimontado. Al estar suspendido del enganche, todo su peso es cargado al tractor. La cantidad de cuerpos es limitada.
A los anteriores hay que agregar el motoarado o sea un arado automotriz o autopropulsado. No va enganchado debido a que posee propulsión propia. Tuvo alguna difusión a principios del siglo XX, especialmente en Alemania perfeccionado por Robert Stock (1858-1912) quién comenzó a fabricarlos en 1911. Los motoarados dejaron de fabricarse en Alemania durante la década de 1920, desplazados por el tractor.

### Sistemas de labranza

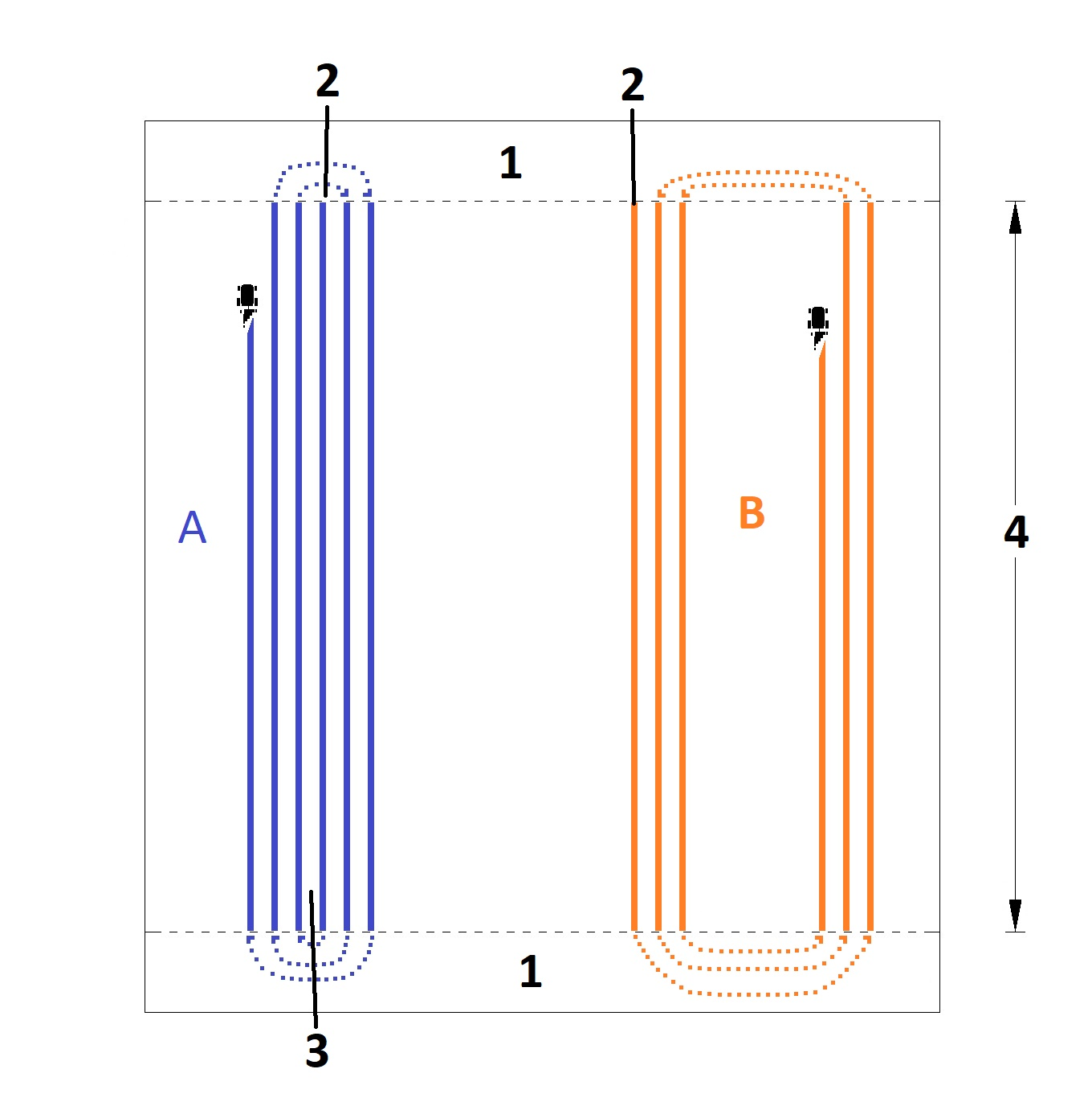
Sistema de labranza en amelgas: A Alomando, B Hendiendo, 1 Cabecera, 2 Entrada, 3 Contrasurco, 4 Largo de la carrera. No se muestra el surco muerto por no haber finalizado aún la amelga.

El sistema de labranza es la disposición de los recorridos que realiza el arado. Pueden distinguirse cuatro sistemas: en amelgas, en ida y vuelta, en redondo y en contorno.
Una amelga o melga es una franja o faja de terreno. Cada recorrido arando a lo largo de la amelga se denomina carrera. En los extremos de la amelga quedan las cabeceras, la parte no arada necesaria para el giro la máquina para retomar la siguiente carrera. El ancho de la cabecera debe ser, como mínimo, igual al radio de giro del conjunto tractor-arado. Una vez finalizada la arada de las amelgas se aran las cabeceras a fin de dejar uniformemente arada la parcela.
Recordando que el arado convencional vuelca la gleba hacia la derecha, pueden distinguirse dos formas de labranza en amelgas: alomando y hendiendo. Se dice que se ara alomando cuando al iniciar una amelga, en la segunda carrera se vuelca la tierra hacia la primera. De esta forma, las dos carreras iniciales forman el contrasurco, un pequeño camellón. En otras palabras, al arar alomando la amelga arada se comienza por su parte central.
Arar hendiendo consiste en iniciar la segunda carrera alejada de la primera y la tercera a continuación de la primera y así sucesivamente. O sea que la amelga se comienza por sus extremos y termina en su parte central con el surco muerto, un surco doble formado por los surcos adyacentes de las dos últimas carreras, que generalmente se tapa mediante una carrera adicional.
La arada en ida y vuelta requiere un arado reversible. Las cabeceras, al igual que en el caso anterior, deben tener al menos el ancho igual al radio de giro de las máquinas. Con este sistema de labranza no quedan surcos muertos ni contrasurcos.

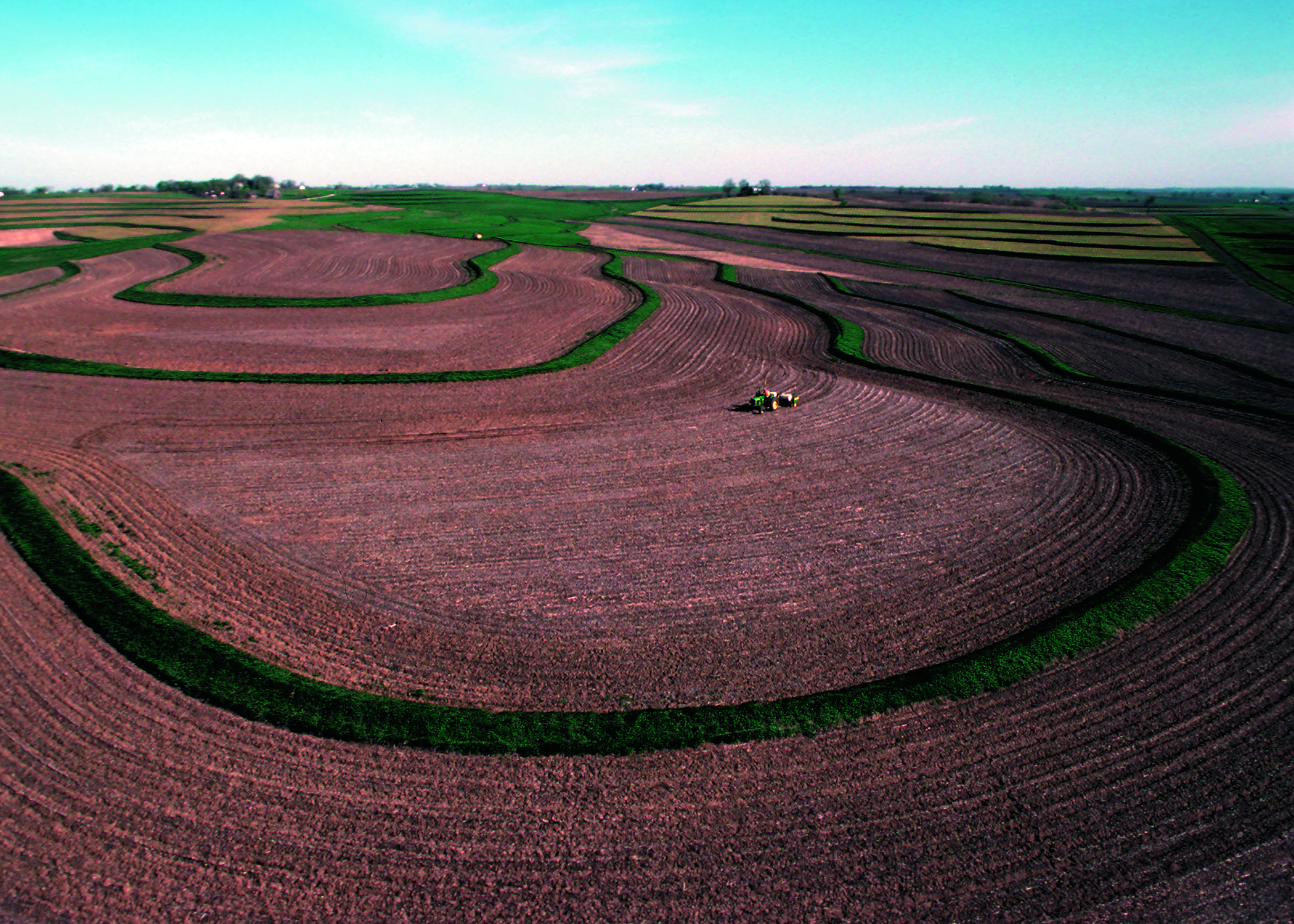
Trabajo en contorno. La figura no muestra un caso de labranza, sino de siembra directa, pero ilustra qué se entiende por labranza en contorno.

El trabajo en redondo consiste en dar vueltas paralelas a los lados de la parcela, comenzando por los bordes (perímetro), en sentido contrario a las agujas del reloj. Al girar en cada ángulo es necesario que el arado salga de la posición de trabajo, de modo que quedan franjas diagonales sin arar que por extensión —aunque erróneamente— también se llaman cabeceras. Estas se aran al final, como en los sistemas anteriores. En la arada, el trabajo en redondo solo se suele realizar en parcelas grandes.
La arada en contorno sigue las curvas de nivel cuando el terreno se halla delimitado por las mismas, de modo que los recorridos del arado en lugar de ser rectos como en los sistemas anteriores, son curvas de radios muy variables. Este sistema de labranza se emplea cuando es necesario prevenir la erosión hídrica. Para la arada en contorno son preferibles los arados reversibles pues con ellos se logra voltear la gleba siembre pendiente arriba.

### Prestaciones y requerimientos
La capacidad de trabajo de la mayoría de las máquinas agrícolas depende en primer lugar de su ancho de trabajo y en menor medida de la velocidad de trabajo. Las rejas de los arados de reja y vertedera se fabrican habitualmente en anchos de 12, 14 y 16 pulgadas (30 a 40 cm), o sea que —por ejemplo— un arado de 5 cuerpos con rejas de 14 pulgadas tiene un ancho de trabajo de 1,78 m. La velocidad de trabajo se halla entre 4 y 9 km/h, con lo que el arado ejemplificado puede arar aproximadamente una hectárea por hora.
La fuerza requerida depende de la textura del suelo, la humedad del mismo, la profundidad de trabajo y la velocidad. Los suelos arcillosos y arcillo-limosos son los que más resistencia ofrecen (suelos “pesados”) y los arenosos (“suelos livianos” o “ligeros”) los de menor resistencia. Esta resistencia se mide mediante el coeficiente de labranza, o sea la fuerza necesaria para vencerla, y se expresa en N/cm² (cm² se refiere a la sección transversal arada). En suelos livianos se halla entre 2 a 3 N/cm² y en suelos pesados entre 5 y 9 N/cm². Los valores intermedios corresponden a suelos francos.
La fuerza necesaria disminuye al incrementarse la humedad del suelo, pero solo se puede arar mientras el suelo tiene una consistencia friable o desmenuzable; si por el contenido de humedad pasa a un estado plástico o semibarroso no se puede labrar por razones agronómicas. Un incremento de la humedad en un 1 % puede reducir el coeficiente de labranza hasta un 10 %. Con sequía, suele ser muy difícil y hasta imposible arar, no solo por el elevado requerimiento de energía, sino también por no operar adecuadamente el arado de reja y vertedera.
La profundidad de trabajo depende del espesor de la capa arable y se halla, generalmente, entre 15 y 20 cm; en otros países puede llegar hasta los 30 cm como máximo. Aradas reiteradas a lo largo de los años a la misma profundidad pueden originar un “piso de arado”, una capa compacta y endurecida debajo de la solera del arado que dificulta la infiltración del agua y la penetración de las raíces de las plantas.
La energía requerida crece con el cuadrado de la velocidad de trabajo, debido principalmente a que con el aumento de la velocidad se incrementa la disgregación de la gleba.
Dada la cantidad de factores que inciden sobre la energía requerida por un arado de reja y vertedera, solo pueden darse orientaciones muy generales sobre su cuantía. Para una profundidad de trabajo de 20 cm la energía requerida se halla entre 15 y 25 kWh/ha en suelos livianos y entre 40 y 70 kWh/ha en suelos pesados. A estos requerimientos de energía hay que sumar la necesitada por el tractor para desplazarse. La arada con arados de reja y vertedera es la labor que más energía insume en los cultivos.